# Loyettes

Loyettes este o comună în departamentul Ain din estul Franței.